# Funugo
Funugo (em francês: Founougo) é uma cidade e distrito localizada no Departamento Alibori do Benin. É uma divisão administrativa sob a jurisdição da comuna de Banikoara. De acordo com o censo populacional conduzido pelo Institut National de la Statistique Benin, realizado em 15 de Fevereiro de 2002, o distrito tem uma população de 30,527 habitantes.